# Saajad Albidhan
Saajad Ali Muksr Albidhan (ar. سجاد علي مكسر البيضان;ur. 10 września 2001) – iracki zapaśnik walczący w stylu klasycznym.
Złoty medalista igrzysk panarabskich w 2023. Srebrny medalista mistrzostw Azji w 2025 i brązowy w 2024. Mistrz arabski w 2023 i drugi w 2022. Mistrz arabski kadetów w 2018 roku.